# Félicien Cattier
Pour les articles homonymes, voir Cattier (homonymie).
Félicien Cattier, né le 4 mars 1869 à Cuesmes en Belgique et mort le 4 février 1946 à Funchal sur l'île de Madère au Portugal, est un financier, mécène et professeur de droit à l'Université libre de Bruxelles (ULB).

## Biographie
Félicien Cattier, né le 4 mars 1869 à Cuesmes près de Mons, est le fils de Félicien Cattier, instituteur, et de Victorine Cauchie. Il se marie le 20 juillet 1899 à Bruxelles avec Corinne Polak. Félicien Cattier fait des études en droit à l'Université libre de Bruxelles (ULB). Ayant obtenu son diplôme de docteur en droit, en sciences administratives et politiques, il fait son stage d'avocat au barreau de Bruxelles chez l'avocat Edmond Picard.

## Professeur
Dès 1897, il entame une carrière de professeur à l'Université libre de Bruxelles (il est doyen de la faculté de droit (de 1909 à 1911) mais qu'il quittera en 1918, étant absorbé par ses autres activités professionnelles. Il restera toutefois en contact étroit avec le monde universitaire. Il sera ainsi membre du conseil d'administration de l'ULB et restera versé dans le monde universitaire et de la recherche scientifique toute sa vie. Avec Émile Francqui, il a été, le tête pensante derrière la création de la Fondation universitaire et du Fonds national de la recherche scientifique. Il fut aussi membre de l’École de Bruxelles, ecole de pensée du droit dans la philosophie et de la science du droit, président de la Fondation Francqui et président honoraire de la Belgian American Educational Foundation ainsi que membre du conseil d’administration de la Fondation Egyptologique Reine Elisabeth .

## Juriste
Apres ses études de droit, Felicien fait son stage chez Edmond Picard et ensuite il devient conseiller juridique du Roi du Siam avec Gustave Rolin-Jaequemyns à la fin du XIXe siècle. De retour en Belgique, Felicien Cattier est l’un de ceux qui va s’opposer ouvertement à la politique du roi Léopold II au Congo. En 1897, il va d’abord s’insurger contre le zoo humain congolais durant l’Exposition universelle de Bruxelles et, dans les années qui suivent, il va dénoncer les abus dans la gestion de l’État indépendant du Congo, propriété personnelle de Léopold II. Publié en 1906, son ouvrage, Étude sur la situation de l'État indépendant du Congo, en 1906, va créer la controverse  et il est, en partie, à l'origine de l’annexion du Congo par l'État belge. Il écrit : « L’État du Congo n’est point un État colonisateur, à peine un État : c’est une entreprise financière (...) La colonie n’a été administrée ni dans l’intérêt des indigènes ni même dans l’intérêt économique de la Belgique : procurer au Roi-Souverain un maximum de ressources, tel a été le ressort ». Lors de l’annexion du Congo par la Belgique, il participe à la rédaction de la Charte coloniale de 1908 et devient membre du Conseil colonial.

## Financier
Sous l'influence d'Albert Thys, Félicien Cattier s'oriente vers une carrière dans la finance et le monde des affaires. Il devient secrétaire de la Compagnie internationale d'Orient et administrateur délégué de la Banque d’Outremer,. Pendant la Première Guerre mondiale, il s'oppose à la politique arbitraire pratiquée par les Allemands en Belgique. Il est déporté, avec Henri Pirenne, en Allemagne en résidence forcée à Hildesheim de novembre 1915 et novembre 1918. Après la grande guerre, il est nommé président à la fois de la section financière et de la sous-section des fonds publics du Comité de défense des intérêts belges en Russie  et élu est à la tête de la Banque d'Outremer et il monte à la direction de la Chinese Engineering and Mining Company et la Chinese Central Railway. En 1928, lors de la fusion de la Banque d'Outremer avec la Société générale de Belgique, il devient directeur de cette dernière, puis son vice-gouverneur fin 1935. Il va administrer et présider les principales sociétés coloniales du groupe dont l’Union minière, la Forminière, la BCK, la Compagnie maritime belge ou encore la Banque du Congo belge, et il est l’un des dirigeants du Comite de la Protection du Commerce et de L’Industrie Diamantaire de Belgique 
. On lui propose la fonction de Gouverneur de la Banque nationale de Belgique, fonction qu'il refuse. Atteint par la limite d'âge en 1939, il est nommé vice-gouverneur honoraire de la Société générale de Belgique. En 1944, il assure, par intérim, la fonction de Gouverneur de la Société générale de Belgique lorsqu'Alexandre Galopin est assassiné.

## Diplomate
Félicien Cattier fut aussi appelé à représenter la Belgique lors de conférences internationales à Genes et Washington . Il a aussi joué un rôle clé lors des négociations internationales sur la dette, la reconstruction et la coopération financière après la Première Guerre mondiale En 1929, Il participe à la commission d’experts réunie à Paris sous la direction de l’Américain Owen D. Young, pour réorganiser les réparations imposées à l’Allemagne.
Le Plan Young est un tournant dans la gestion de la dette mondiale, visant à alléger la pression économique sur l’Allemagne tout en sécurisant les paiements aux pays créanciers. Après le Plan Young, Cattier prend part aux négociations diplomatiques à La Haye ,qui cherchent à faire accepter et appliquer les nouvelles conditions de paiements. Il y joue un rôle de médiateur juridique et financier, veillant à l’équilibre entre justice internationale et stabilité économique. La création de la Banque des Règlements Internationaux (BRI), fondée en 1930, découle directement des décisions prises lors du Plan. Félicien Cattier a œuvré en coulisses pour poser les bases de la finance internationale moderne.
Il était membre de l’Académie royale de Belgique. Félicien Cattier est l'auteur de Droit et administration de l'État indépendant du Congo. Grand banquier et brillant juriste, il était un proche du roi Albert Ier, d'Émile Francqui, d'Adolphe Stoclet, de l'homme d'affaires Jean Jadot, d'Herbert Hoover, d'Émile Vandervelde et du premier ministre Henri Jaspar.

## Famille
Jean Cattier(1901–1990), l’un des fils de Félicien, polytechnicien de formation, fut un banquier d’investissement de renom et membre du Council of Foreign Relations et du Links Club a New York. Il travailla à Wall Street et fut président de White, Weld & Co., une banque d’investissement de premier plan. Jean occupa également la présidence de la Belgian American Banking Corporation (Banque Belge pour l’Etranger) et de la Banque Euro-Américaine, un consortium bancaire européen qu’il contribua à fonder avec la Deutsche Bank et la Société Générale. Pendant la Seconde Guerre mondiale, il était lieutenant-colonel et membre de l’OSS, recevant des décorations militaires du gouvernement américain, la Croix de guerre française avec étoile d’or, ainsi que les insignes de Grand Officier de l’Ordre de la Couronne. Au début des années 1950, il fut chef de la mission spéciale de l’Administration de coopération économique en Allemagne de l’Ouestainsi que directeur du Bureau des affaires économiques auprès du Haut-Commissariat des États-Unis pour l’Allemagne, et directeur financier des opérations du Plan Marshall en Allemagne de l’Ouest . En 1968, il est considéré comme une des figures les plus influentes aux USA.
L’une des filles de Félicien, Marie Louise Cattier, épousa Marcel Godfrey Isaacs, fils de Godfrey Isaacs, directeur général de la Marconi Wireless Telegraphy Company et l’un des hommes derrière la creation derrière la BBC . Godfrey Isaacs était aussi l’associé de Felicien Cattier et le frère de Rufus Isaacs 1er marquis de Reading et  vice-roi des Indes. Marie Louise Cattier a épousé, en deuxième mariage, Guy Feyerick, banquier et administrateur délégué de la Banque du Congo belge.
Pierre Cattier , second fils de Félicien, fut l’un des directeurs de la Compagnie maritime belge et membre, pendant la deuxième guerre, du comité de direction de la Société internationale forestière et minière du Congo.
Sylva Cattier , troisième fils de Félicien, docteur en droit, diplômé de l’Université Libre de Bruxelles, fut juriste, spécialiste en droit commercial, avocat à la cour d’appel de Bruxelles, et auteur du Précis du droit belge de la chasse  préfacé par Walter Ganshof van der Meersch. Il a aussi siégé au sein des commissions des filiales de la Société Générale de Belgique.
John Cattier l’un des petits-fils de Félicien, était un banquier d’investissement. De 1957 à décembre 1984, M. Cattier a été associé à White Weld & Co., une banque d’investissement, en tant qu’associé général, ainsi qu’à Credit Suisse White Weld (devenue par la suite Credit Suisse First Boston), où il a occupé diverses fonctions dans le domaine de la banque d’investissement. Il a aussi contribué à la naissance du marché des euro-obligations (Eurobonds) initié par Sigmund Warburg et il joua un rôle dans le développement d’Euroclear, siégeant à son premier conseil d’administration et à son comité exécutif lors de sa création en 1968.

## Hommages et distinctions
La localité congolaise Lufu-Toto s’appelait, au temps du Congo belge, Cattier et le minerai cattiérite a été appelé ainsi en son honneur. Une salle de conférence de la Fondation universitaire porte son nom.
Il a reçu les distinctions suivantes :
- Grand officier de l'ordre de la Couronne (Belgique) ;
- Commandeur de l'ordre de Léopold (Belgique) ;
- Grand officier de l'ordre royal du Lion en 1935 (Congo belge).